# Discriminatie
Discriminatie is het maken van onderscheid, meer specifiek het ongelijk behandelen en achterstellen van mensen of groepen op basis van kenmerken die niet relevant zijn in een gegeven situatie. In de juridische context wordt discriminatie gedefinieerd als het onrechtmatig onderscheid maken tussen mensen of groepen oftewel het niet gelijk behandelen van gelijke gevallen, bijvoorbeeld bij sollicitaties op de arbeidsmarkt. Discriminatie kan zowel bedoeld of onbedoeld gebeuren.

## Begripsbepaling
Onder discriminatie wordt verstaan het, zonder rechtvaardiging, anders behandelen van mensen of (minderheids)groepen vanwege bijvoorbeeld afkomst, politieke of religieuze overtuigingen, sociale gewoonten, sekse, seksuele geaardheid, taal, handicap, leeftijd. Discriminatie staat haaks op het grondbeginsel dat alle mensen gelijkwaardig zijn.
Discriminatie komt voort uit expliciete of impliciete stereotypen, vooroordelen en lage verwachtingen die al dan niet bewust in daden worden omgezet. Discriminatie kan als persoonlijke en als geïnstitutionaliseerde discriminatie voorkomen.
Ook de weigering om naargelang de behoefte (bijvoorbeeld door een handicap) doeltreffende aanpassingen te verrichten, terwijl deze aanpassingen geen onevenredige belasting vormen, kan opgevat als een vorm van discriminatie.
Discriminatie beperkt degene die het overkomt in de ontplooiingsmogelijkheden, zoals deelname aan het openbaar leven, het recht van vrije vestiging, het volgen van onderwijs, het uitoefenen van een beroep.

### Etymologie
Het woord discriminatie is een leenwoord, waarschijnlijk rechtstreeks ontleend van het Latijn (discrīminātio/discrīmināre)  oftewel, 'scheiden, onderscheiden', een afleiding van discernere 'scheiden, onderscheiden', het werkwoord discernere '(onder)scheiden', gevormd uit dis- 'vaneen, uiteen', en cernere 'onderscheiden, sorteren, zeven'
Ofwel ontleend via het Frans (discrimination) of het Engels (discrimination).

### Betekenisverschuiving
Discriminatie betekent tegenwoordig voornamelijk ongelijke behandeling. Dat is niet altijd het geval geweest, de originele, verouderde betekenis van discriminatie is scheiding, onderscheid (archaïsme). Die bredere omschrijving van discriminatie is vanaf het midden van de 20e eeuw vervangen door de specifiekere definitie van discriminatie als sociaal proces (neologisme). Tegenwoordig wordt de bredere definitie minder gebruikt, hoewel die wel nog in zeer specifieke contexten terug te vinden is.

### Ethische uitwerking van discriminatie
Dat discriminatie ethisch niet te verantwoorden is, lijkt vanzelfsprekend. Toch blijkt het niet duidelijk of elke vorm van onderscheid tussen mensen, zelfs als die negatieve effecten veroorzaken, een moreel ongeoorloofde vorm van discriminatie is.
Vanuit een ethische dimensie gaat het om het verantwoorden of het moreel gegrond is om op basis van kenmerk X persoon A en B op een verschillende manier te behandelen.
- Gelijkheidsbeginsel, zoals beschreven door Aristoteles in het werk Ethica Nicomachea, stelt dat als casussen gelijk zijn die op een gelijke manier behandeld moeten worden. Dat zit impliciet in de maatschappelijke en juridische definitie van discriminatie vervat omdat er gesproken wordt over een ongelijke behandeling. Volgens een fundamentele regel uit de oordeelsleer zijn er drie logische mogelijkheden om discriminatie te beschrijven:
  - Alle persoonlijke kenmerken kunnen dienen als moreel geldige redenen om mensen te onderscheiden. Dit past bij de oorspronkelijke of bredere definitie van discriminatie maar sluit niet aan bij de hedendaagse maatschappelijke en juridische definitie. Daarnaast zou die omschrijving geen ethische reflectie vereisen.
  - Geen enkel persoonlijk kenmerk kan dienen als moreel geldige redenen om mensen te onderscheiden. Hoewel dit het grondbeginsel is van de mensenrechten, sluit dit niet aan bij de specifieke definities die verwijzen naar kenmerken die niet relevant zijn in een gegeven situatie. Die omschrijving zou eveneens de morele dimensie van discriminatie irrelevant maken.
  - Sommige persoonlijke kenmerken kunnen dienen als moreel geldige redenen om mensen te onderscheiden. Hoewel die definiëring aansluit bij de alledaagse definitie, is dit niet genoeg om te oordelen over welke kenmerken moreel gezien geldige reden zijn. Aan de hand van het antidiscriminatieprincipe kunnen we die kenmerken omschrijven als legitiem en belangrijk in een bepaalde situatie.
- Het beginsel van de relevantie. Er bestaat geen systematische manier om ethisch te oordelen over de morele geldigheid en de (on)gelijkheid van gevallen bij het onderscheiden van mensen op basis waarvan de discriminatie wordt gedefinieerd. De reden hiervoor is dat dit afhangt van de manier waarop ethisch geoordeeld wordt over de relevantie van enerzijds de kenmerken die als legitiem en belangrijk worden geacht en anderzijds in welke gevallen er een (on)gelijkheid wordt aangeduid. Het oordelen over de relevantie zal afhangen van de achtergrond theorie, en die hun normatieve premissen, voor elk van deze drie criteria: ethische dimensie en de achtergrond theorie(en) die aan de ene kant de legitimiteit en belang van bepaalde kenmerken omvat en aan de andere kant op basis waarvan de (on)gelijkheid tussen gevallen wordt onderscheiden.

Daarnaast is er ook de ethische vraag die ontstaat bij het opstellen van een wettelijk kader rond discriminatie en die aansluit bij het recht en de vrijheid van individuen om moreel ongeoorloofd te handelen. Dit betekent dat het afbakenen van wat we beschouwen als moreel ongeoorloofd handelen losstaat van de vraag welke van die moreel ongeoorloofde handelingen wettelijk verboden moeten/kunnen worden.

### Belangenconflict
In een belangenconflict tussen duidelijk gescheiden groepen (bijvoorbeeld rokers versus niet-rokers) is de grens tussen een discriminerende (benadelende) inperking van de zelfbeschikking en de bescherming van anderen een afweging die voortdurend opnieuw moet worden gemaakt. Ook aangaande de godsdienstvrijheid, schoolplicht en (de beperking van) vrije godsdienstuitoefening op school spelen dergelijke belangenconflicten.

## Grond van discriminatie

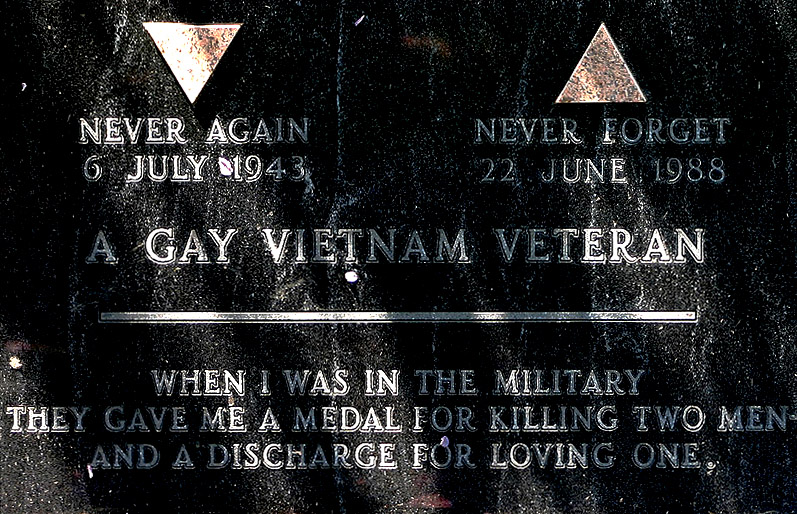
Discriminatie op basis van seksuele geaardheid

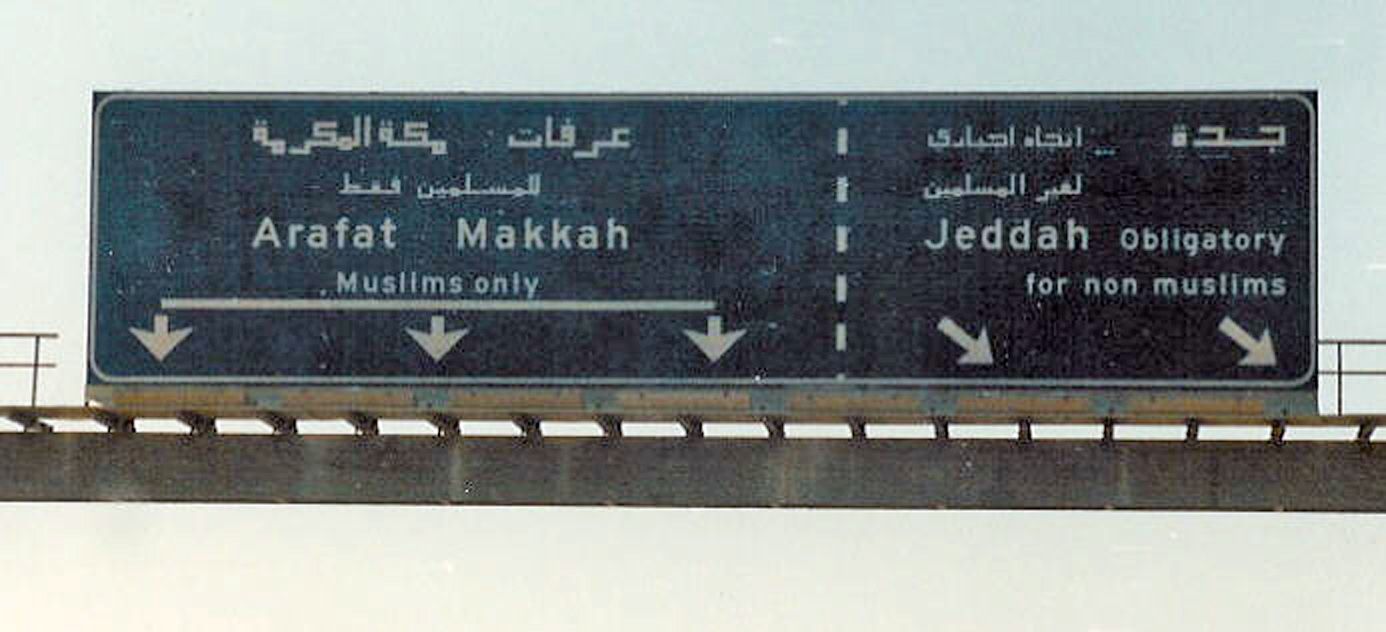
Discriminatie op basis van religie in Saoedi-Arabië

Er kan worden gediscrimineerd op basis van:
- Afkomst (racisme)
  - Nationaliteit
  - Regonialiteit
  - Etniciteit
  - Ras
- Gender
  - Genderrollen (seksisme)
  - Genderidentiteit waaronder transseksualiteit (Binair geslachtsmodel)
- Seksueel gedrag en seksuele geaardheid (heteroseksisme/heteronormativiteit)
- Functiebeperkingen/handicap (validisme)
- Godsdienst/religie of levensbeschouwing
- Taal (taaldiscriminatie)
  - Dialect
  - Sociolect
- Kinderwens en ouderschap[9]
  - Zwangerschap
- Leeftijd (leeftijdsdiscriminatie)
- Status 
  - Sociale klasse (klassisme)
  - Sociaal-economische status[8]
  - Kastenstelsel[10]
  - Subcultuur (bijvoorbeeld punk, hippie, gothic)
  - Geboorte[7]
- Persoonlijk kenmerk
  - Naam
  - Uiterlijk
    - Fysieke kenmerken (aangeboren of voorval)[7]
    - Ethetische kenmerken (persoonlijk keuze)
- Gezondheidstoestand[7]
  - Genetica[11]
- Vermogen (economisch)[7]
- Burgerlijke staat[7]
- Samenstelling van het gezin[7]
- Politieke/syndicale overtuiging[7]
- Scholingsgraad (verdringing van lageropgeleiden door hogeropgeleiden voor laaggeschoold werk)
- Politieke voorkeur
- Andere sociale factoren[8]

### Discriminatie door associatie
Van discriminatie door associatie is sprake als een persoon zelf geen afwijkende kenmerken heeft, maar gediscrimineerd wordt vanwege een afwijkend kenmerk dat een ander persoon vertoont die met diegene wordt geassocieerd. Vaak gaat het dan over een kind van een betrokkene met bijvoorbeeld een uitgesproken handicap. De wetgeving in de meeste landen stelt deze vorm van discriminatie gelijk met rechtstreekse discriminatie, wat ook door rechtspraak bevestigd wordt.
Bij een juridische klacht over deze vorm van discriminatie moeten drie elementen worden aangetoond:
- De discriminatie die betrokkene ondervindt
- De associatie tussen de betrokkene en de derde persoon die anders is
- Het oorzakelijk verband tussen het anders zijn van die derde en het discriminerend optreden

Vooral dat derde element is in de praktijk vaak moeilijker aan te tonen voor een rechtbank dan bij een rechtstreekse discriminatie.

## Voornaamste vormen

### Arbeidsmarktdiscriminatie
Er is sprake van discriminatie op de arbeidsmarkt als bepaalde groepen, zonder rechtvaardiging, minder vaak worden uitgenodigd voor een sollicitatiegesprek of minder vaak worden aangeworven. Zo is er wetenschappelijk bewijs voor discriminatie op vlak van – onder andere – afkomst, geslacht, seksuele geaardheid, godsdienst, handicap en leeftijd. Een sollicitant met een Vlaams klinkende achternaam heeft bijvoorbeeld 25 procent meer kans om te worden uitgenodigd voor een sollicitatie.

### Woningmarktdiscriminatie
Er is sprake van discriminatie op de woningmarkt als bepaalde groepen, zonder rechtvaardiging, minder vaak worden uitgenodigd om een woning te komen bezichtigen om die te huren of aan te kopen.

### Onderwijsdiscriminatie
Men spreekt van onderwijsdiscriminatie wanneer een leerling minder onderwijskansen krijgt door vooroordelen of verwachtingen op basis van in de gegeven situatie irrelevante eigenschappen, zoals sociaal economische status, (etnische) identiteit en gender.
Onderwijsdiscriminatie heeft impact op de schoolprestaties, de schoolloopbaan en daarmee de arbeidskansen. Ervaren discriminatie gaat ook samen met meer wangedrag, demotivatie en slechtere schoolprestaties.
Onderwijsdiscriminatie kan op verschillende manieren impact veroorzaken.
Een eerste voorbeeld is het beïnvloeden van de doorstroommogelijkheden door een al dan niet bindend advies van de klassenleraar of het lerarenteam. In Vlaanderen worden allochtone jongeren meer dan dubbel zo vaak naar het buitengewoon onderwijs verwezen als autochtone jongeren.
Daarnaast krijgt  onderwijsdiscriminatie ook invloed op de persoon in kwestie via selffulfilling prophecy. Vooroordelen worden in bepaalde handelingen omgezet zoals discriminatie en worden daardoor geïnternaliseerd door de persoon in kwestie. Deze persoon gaat zich dus gaan gedragen naar de verwachtingen.
Volgens de aangeleerde hulpeloosheid-hypothese is discriminatie iets onoverkomelijks voor de persoon in kwestie. Deze persoon ziet zichzelf als passieve ontvanger. Dit kan leiden tot onverschilligheid, omdat hij of zij het gevoel heeft altijd te worden benadeeld. Op school leidt dit tot demotivatie en slechte resultaten.
De leraar speelt een grote rol in het proces van onderwijsdiscriminatie. De grote meerderheid van de leraren is tegen discriminatie, maar onderzoek wijst bijvoorbeeld uit dat witte leerlingen veel minder gestraft worden bij storend gedrag dan niet-witte leerlingen. Deze tegenstelling wijst op het feit dat de discriminatie bij leraren grotendeels onbedoeld gebeurt. Dit soort onbedoelde acties zijn echter van cruciaal belang voor het zelfbeeld en de ontwikkeling van leerlingen van kleur.

### Positieve discriminatie
Positieve discriminatie is discriminatie die de persoon of groep die gediscrimineerd wordt bepaalde voordelen opbrengt. Positieve discriminatie is in het internationaal recht ook de enige vorm van discriminatie die wordt gedoogd. Ook roepen sommige organisaties als de VN op om tijdelijk bijzondere maatregelen te treffen die gericht zijn op versnelling van feitelijke gelijkstelling van mannen en vrouwen, zonder dat beschouwd wordt als discriminatie, ook al zou dit in normale omstandigheden wel zo worden gezien.

## Juridisch

### België
De formulering in de Belgische grondwet is enerzijds algemener – er worden geen voorbeelden van terreinen van gedrag aangegeven – anderzijds beperkter van aard – de rechten en vrijheden worden slechts aan Belgen toegekend, niet aan ieder die in België verblijft.

### Nederland
Een algeheel verbod op discriminatie is opgenomen in artikel 1 van de Nederlandse Grondwet. Dit artikel luidt:

Allen die zich in Nederland bevinden, worden in gelijke gevallen gelijk behandeld. Discriminatie wegens godsdienst, levensovertuiging, politieke gezindheid, ras, geslacht, handicap, seksuele gerichtheid of op welke grond dan ook, is niet toegestaan.

Een belangrijk uitgangspunt om te bepalen, of een gemaakt onderscheid discriminatie inhoud, vormt de omschrijving zoals gegeven in artikel 90quater van het Nederlands Wetboek van Strafrecht:

Onder discriminatie of discrimineren wordt verstaan elke vorm van onderscheid, elke uitsluiting, beperking of voorkeur, die ten doel heeft of ten gevolge kan hebben dat de erkenning, het genot of de uitoefening op voet van gelijkheid van de rechten van de mens en de fundamentele vrijheden op politiek, economisch, sociaal of cultureel terrein of op andere terreinen van het maatschappelijk leven, wordt tenietgedaan of aangetast.

Discriminatie in beroep of bedrijf wegens ras (waaronder ook huidskleur, afkomst of nationale of etnische afstamming), godsdienst, levensovertuiging, geslacht, hetero- of homoseksuele gerichtheid of lichamelijke, psychische of verstandelijke handicap is strafbaar als overtreding. Indien dit opzettelijk gebeurt op basis van ras geldt dit als misdrijf.
In artikel 137d lid 1 Sr. is strafbaar gesteld hij/zij die in het openbaar, mondeling of bij geschrift of afbeelding, aanzet tot haat tegen of discriminatie van mensen of gewelddadig optreden tegen persoon of goed van mensen wegens hun ras, hun godsdienst of levensovertuiging, hun geslacht, hun hetero- of homoseksuele gerichtheid of hun lichamelijke, psychische of verstandelijke handicap.
Ook het zich opzettelijk beledigend uitlaten over een groepen mensen op basis van hun ras, hun godsdienst of levensovertuiging, hun hetero- of homoseksuele gerichtheid of hun lichamelijke, psychische of verstandelijke handicap is strafbaar als misdrijf.
Op 16 februari 2006 meldde minister Donner van justitie aan de Tweede Kamer dat elke aangifte van discriminatie voortaan moet worden opgenomen. Hij erkende dat mensen weleens het politiebureau werden uitgestuurd. Soms werden mensen zelfs vervolgd wegens het persisteren van het willen doen van aangifte (lokaalvredebreuk) wegens discriminatie.
Nederland is partij bij meerdere verdragen die tot doel hebben om discriminatie op verschillende gronden en in verschillende gebieden tegen te gaan.

## Eigenwaarde dader
Als iemand wordt geconfronteerd met het eigen discriminerende gedrag, kan dit verschillende effecten hebben op de eigenwaarde. In eerste instantie daalt de eigenwaarde in veel gevallen, maar als er een dreiging wordt gevonden als rechtvaardiging, dan verdwijnt dit effect door de ego-defensieve rol van het afweermechanisme. Verder lijkt de eigenwaarde alleen te verminderen bij meer egalitaire personen, terwijl het bij minder egalitaire personen hun reputatie beïnvloedt.